# Abwrackwerften von Aliağa

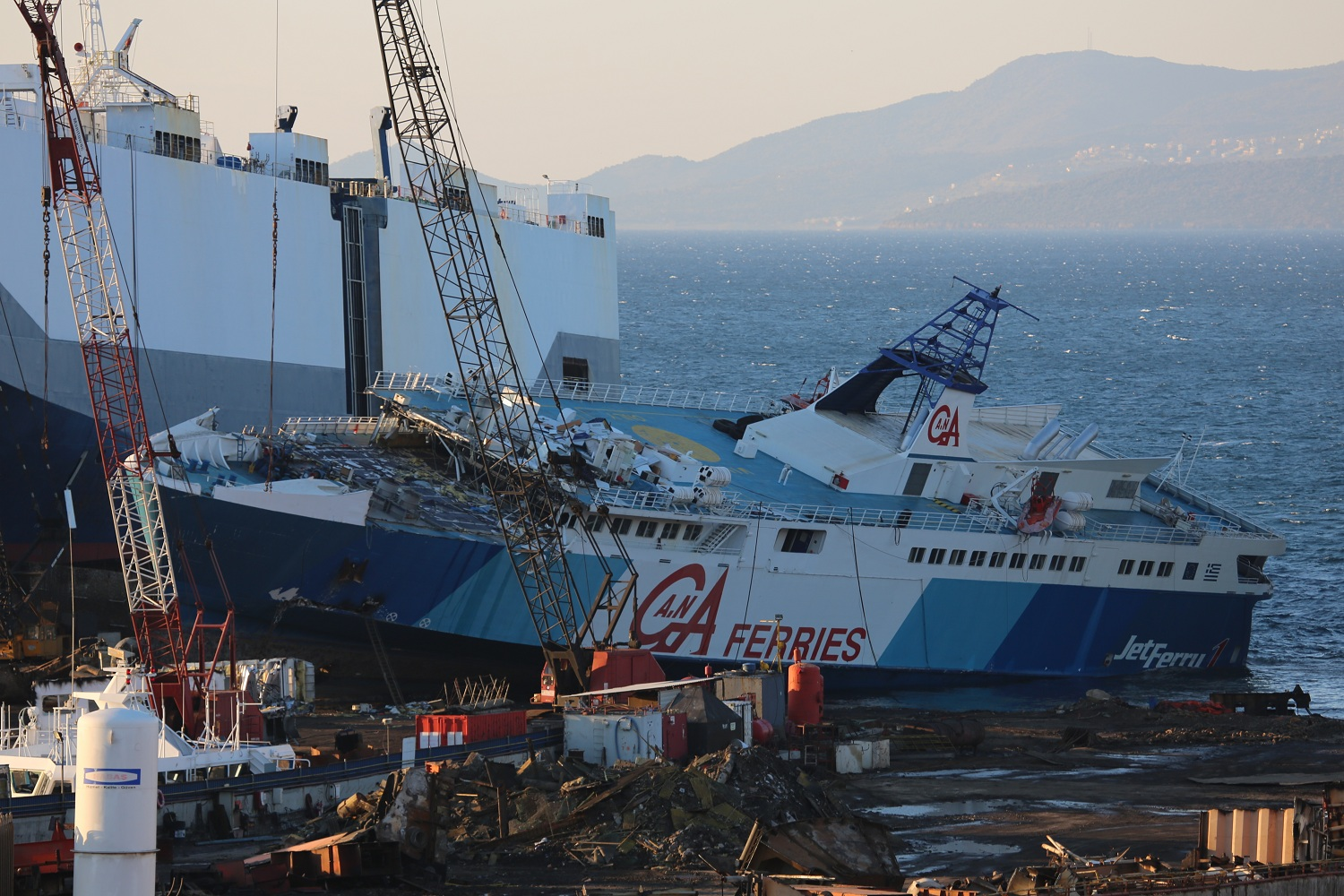
Abwracken der Jetferry 1 im Jahr 2016

Die Abwrackwerften von Aliağa (türkisch Aliağa Gemi Söküm Tesisleri) befinden sich nordwestlich von Aliağa (Türkei) in der Bucht von Çandarlı im Ägäischen Meer. Die Verwertung von Schiffen begann hier 1974. Die Abwrackwerften liegen knapp 200 Kilometer südlich der Dardanellen.

## Wirtschaftliche Bedeutung
2009 wurden in den Abwrackbetrieben 298.000 t Stahlschrott gewonnen, 2012 insgesamt 927.000 t. 2010 waren hier 21 Betriebe ansässig, die 1.800 Menschen beschäftigten. Die Abwrackwerften von Aliağa gelten in Europa als eine der ersten Adressen für das Abwracken von Schiffen. Acht der Abwrackbetriebe in Aliağa sind laut EU-Verordnung Nr. 1257/2013 anerkannte Demontageplätze für europäische Schiffe (Stand: November 2020): Avşar, Şimşekler, Leyal, Leyal Demtaş, Işıksan, Sök Denizcilik, Ege Çelik und Öge Gemi. Allerdings kam es in der Vergangenheit auch auf EU-zertifizierten Betrieben zu Unfällen.
Die Abwrackwerften von Aliağa stellen für die türkischen Stahlwerke in der Region Izmir eine wichtige Beschaffungsquelle dar. Die Türkei zählt zu den Hauptabnehmern von ausgesonderten Bohrplattformen. Ab Sommer 2020 wurden die Abwrackwerften zu den „Gewinnern“ der COVID-19-Pandemie. Kreuzfahrtschiffe und Material aus der Offshore-Förderung wurden vermehrt dort zur Verschrottung gegeben. Vom Ausbruch der Pandemie bis Juli 2022 verschrotteten die Abwrackwerften von Aliağa 16 Kreuzfahrtschiffe mit einer Vermessung von insgesamt 766.500 BRZ.
Insgesamt befinden sich in Aliaga 22 Betriebe.

## Probleme
Schon nach der Gründung der Abwrackwerften war die Asbestproblematik beim Abwracken bekannt geworden. Zudem gab es bis 2003 in den Abwrackwerften von Aliağa eine hohe Zahl von Unfällen und Toten. Auch später gab es noch Todesfälle wie 2013 beim Abwracken des Love Boats, der Pacific Princess.

## Liste verschrotteter Schiffe (Auswahl)
Zu den hier verschrotteten Schiffen zählen unter anderem:
- Nearchos (1993) und Aulick (1997), zwei Zerstörer der Fletcher-Klasse
- Vlora (1996), ein albanischer Frachter
- Rommel (D 187) (2004) und Lütjens (D 185) (2012), zwei deutsche Zerstörer der Lütjens-Klasse
- Vega Oil (2008),[16] ein Tanker, seinerzeit das größte in Aliağa verschrottete Schiff[17][18]
- Invincible (2011), Ark Royal (2013) und Illustrious (2016), drei britische Flugzeugträger der Invincible-Klasse
- Costa Allegra (2012), ein 2012 havariertes Kreuzfahrtschiff
- Götaland (2013), eine schwedische Eisenbahnfähre
- Pacific Princess (2013), ein Kreuzfahrtschiff, bekannt aus der TV-Serie Love Boat
- Wilhelmshaven (2014), ein ehemaliges deutsches Seebäderschiff
- Ocean Countess (2014), ehemals Lili Marleen, ein Kreuzfahrtschiff
- Gloucester (2015), Edinburgh (2015), zwei britische Zerstörer der Sheffield-Klasse
- Rheinland-Pfalz (2017) und Bremen (2021), zwei Fregatten der Bremen-Klasse der Deutschen Marine[19]
- Purple Beach (2017),[20] Mehrzweckfrachter, 2015 in der Nordsee havariert
- Monarch und Sovereign (2020), zwei Kreuzfahrtschiffe der spanischen Reederei Pullmantur Cruises
- Carnival Fantasy, Carnival Inspiration, Carnival Imagination (2020), drei Kreuzfahrtschiffe der Reederei Carnival Cruise Line
- Astor (2020), ein Kreuzfahrtschiff der Reederei Transocean Kreuzfahrten
- Atlantis (2020), ein ehemaliges deutsches Seebäderschiff
- Sassnitz (2021), eine ehemalige deutsche Fähre der Stena Line
- Costa Victoria (2021), ein Kreuzfahrtschiff der Reederei Costa Crociere
- Uthlande (Juni 2021), ein ehemaliges Fähr- und Passagierschiff
- Boudicca (2021), ein Kreuzfahrtschiff der Reederei Fred. Olsen Cruise Lines
- Pride of Burgundy (2021), eine Fähre der Reederei P&O Ferries
- Delphin (2022), ein Wohnschiff und ehemaliges Kreuzfahrtschiff
- SuperStar Libra (2022), ein Wohnschiff der MV Werften und Kreuzfahrtschiff der Reederei Star Cruises
- Marella Dream (2022), ein Kreuzfahrtschiff der Reederei Marella Cruises, das erste von der Meyer Werft gebaute Kreuzfahrtschiff
- Golden Iris, ein Kreuzfahrtschiff der Reederei Mano Maritime
- Saga Pearl II, ein Kreuzfahrtschiff der Reederei Saga Cruises
- Marella Celebration (2022), ein Kreuzfahrtschiff der Reederei Marella Cruises
- Horizon (2022), ein Kreuzfahrtschiff der Reederei Pullmantur Cruises
- Moby Vincent (2024), eine Fähre der Reederei Moby Lines
- Diamond XI (2024), ein Wohnschiff und ehemaliges Kreuzfahrtschiff